# Septulina
Septulina es un género de arbustos con dos especies pertenecientes a la familia Loranthaceae. Es originario del sudeste de Sudáfrica.

## Taxonomía
El género fue descrito por Philippe Édouard Léon Van Tieghem  y publicado en Bulletin de la Société Botanique de France 42: 263 en el año 1895.

## Especies
- Septulina glauca  	(Thunb.) Tiegh.
- Septulina ovalis 	(E.Mey. ex Harv.) Tiegh.